# Tiffany Lott-Hogan
Tiffany Lott-Hogan (geb. Lott; * 1. August 1975 in Tucson) ist eine ehemalige US-amerikanische Siebenkämpferin.
1999 siegte sie bei der Universiade und gab bei den Leichtathletik-Weltmeisterschaften in Sevilla auf.
2003 triumphierte sie bei den Panamerikanischen Spielen in Santo Domingo, und 2004 kam sie bei den Olympischen Spielen in Athen auf den 20. Platz.
2003 und 2004 wurde sie US-Hallenmeisterin im Fünfkampf. Für die Brigham Young University startend wurde 1997 und 1998 NCAA-Meisterin im Siebenkampf und 1997 NCAA-Hallenmeisterin über 60 m Hürden.

## Persönliche Bestleistungen
- 60 m Hürden (Halle): 7,89 s, 21. Februar 2003, Kearns
- 100 m Hürden: 12,72 s, 25. April 1997, Provo
- Siebenkampf: 6211 Punkte, 7. Juni 1997, Bloomington
- Fünfkampf (Halle): 4317 Punkte, 9. März 2003, Chapel Hill